# Łaskarzew
Łaskarzew é um município da Polônia, na voivodia da Mazóvia e no condado de Garwolin. Estende-se por uma área de 15,35 km², com 4 893 habitantes, segundo os censos de 2016, com uma densidade de 318,8 hab/km².